# Lignereuil
 Lignereuil  es una población y comuna francesa, situada en la Región de Alta Francia, departamento de Paso de Calais, en el distrito de Arras y cantón de Avesnes-le-Comte.

## Demografía
| Gráfica de evolución demográfica de Lignereuil entre 2004 y 2019 |
|                                                                  |

Fuentes: INSEE.